# Capilla Tornabuoni

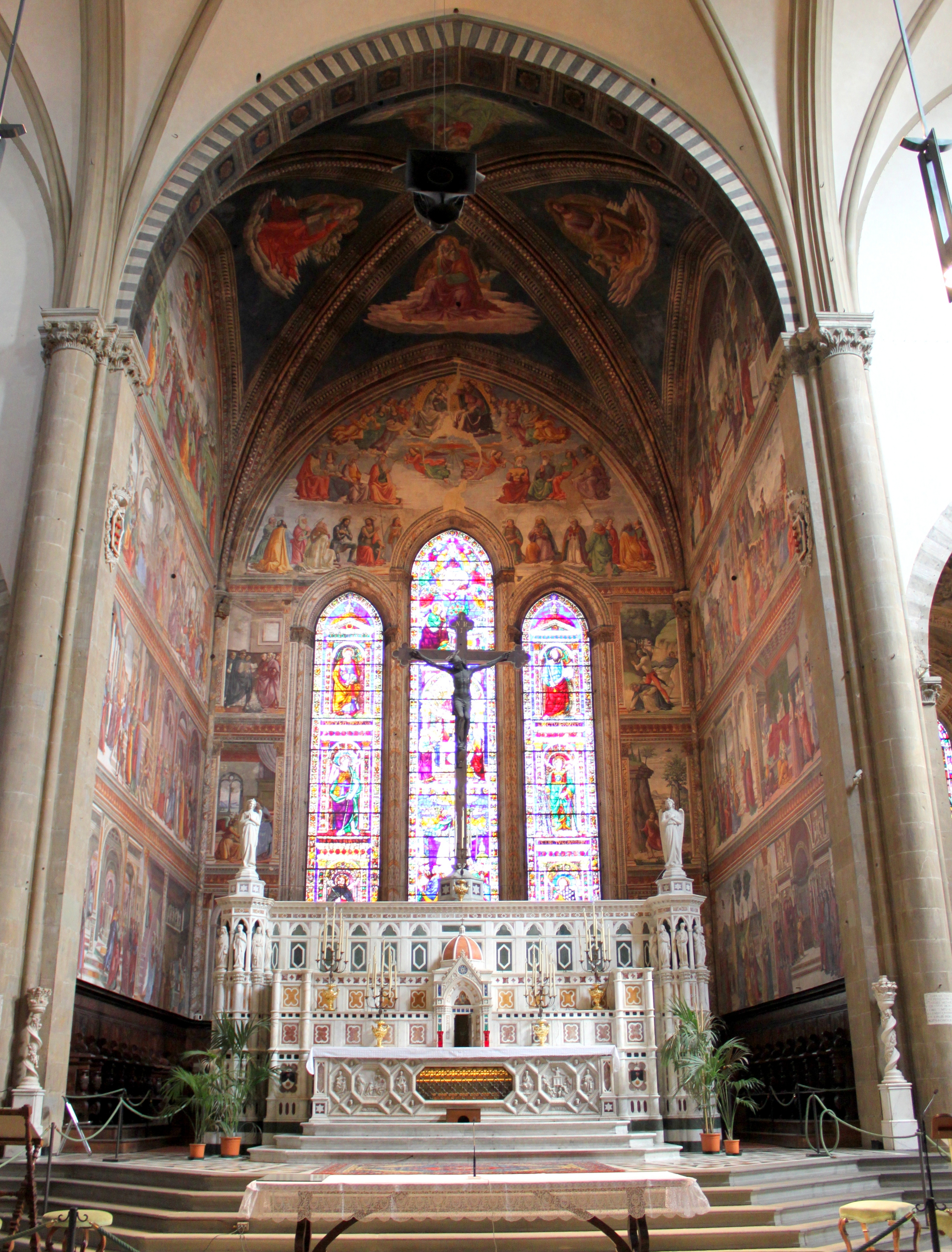
Vista de la Capilla Tornabuoni

 La Capilla Tornabuoni es la Capilla Mayor de la Basílica Santa Maria Novella de Florencia, Italia. 
La capilla Tornabuoni fue pintada por primera vez a mediados del siglo XIV por Orcagna. Se encontraron restos de esta antigua pintura durante la restauración de los años 1940, sobre todo en la bóveda, donde surgieron imágenes de personajes del Antiguo Testamento bajo frescos sucesivos. Después de su descubrimiento fueron separados y ahora se exhiben en el refectorio antiguo, que constituye el Museo de Santa Maria Novella. 
La familia Sassetti, banqueros ricos relacionados con los Médicis, había comprado desde hacía muchas generaciones los derechos de la decoración del altar principal de la iglesia, mientras que las paredes de la capilla y el coro eran prerrogativa de la familia Ricci. Sin embargo en 1348, los Ricci se encontraban en dificultades financieras en una época de crisis financiera de las empresas de Florencia. Por esta razón los frescos de Orcagna, al no haber sido capaz de proporcionar la familia Ricci su restauración y mantenimiento, estaban en la segunda mitad del siglo XV en un estado seriamente comprometido (al parecer por un rayo y humedades). Los derechos de patronazgo sobre el coro fueron traspasados a los Sassetti en una ceremonia oficial. Sin embargo, el patriarca de los Sassetti Francesco Sassetti, tenía como santo protector a su homónimo San Francisco de Asís y por ello quería realizar una serie de frescos sobre las historias de este santo. Sin embargo, la nunca demasiado oculta rivalidad entre dominicos y franciscanos hizo que los dominicos se opusieran firmemente a la idea de la capilla mayor de su iglesia fuera decorada con escenas de un santo diferente o "contrario" a su orden, por lo que surgió una larga controversia jurídica, que terminó dando la razón a los frailes dominicos. De esa manera, Sassetti tuvo que recurrir para glosar a San Francisco de Asís a la Iglesia de la Santa Trinidad, donde Domenico Ghirlandaio pintó lo que se considera su obra maestra, la Capilla Sassetti.

## Pinturas de Ghirlandaio

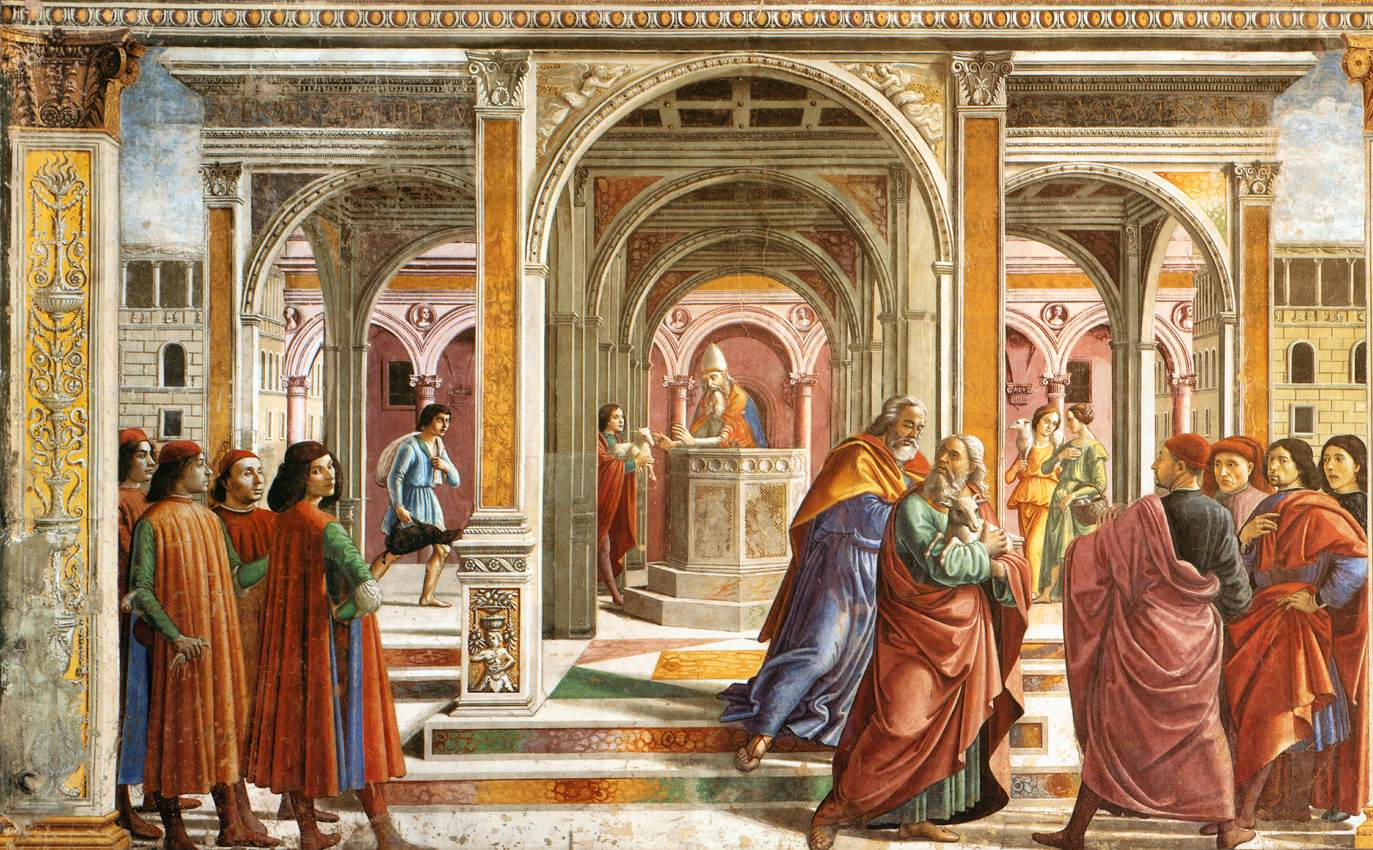
La expulsión de Joaquín del templo

No obstante, Ghirlandaio no perdió su contrato, ya que en 1485, cuando estaba terminando los frescos de la Iglesia de la Santa Trinidad, Giovanni Tornabuoni le llamó para volver a pintar al fresco la propia capilla mayor de Santa Maria Novella (contrato con fecha 1 de septiembre), esta vez con escenas de la vida de María y de Giovanni Battista (San Juan Bautista) (homónimo de Giovanni Tornabuoni y patrón de la propia ciudad de Florencia, por lo que fue bien recibido por sus habitantes). Estas nuevas pinturas siguieron el modelo de las anteriores escenas de Orcagna. Tornabuoni había negociado con los patrones Ricci por la pérdida de la capilla ante los Sassetti. Recoge Vasari una anécdota sobre los acuerdos entre Tornabuoni y Ricci: estos últimos habían incluido en el pacto que su escudo de armas "apareciese de la manera más evidente y en lugar honroso en la capilla". Tornabuoni, sin embargo, finalmente lo hizo incluir sólo en una cornisa del panel del altar cerca del tabernáculo del Sacramento, que a pesar de todo se declaró lugar "evidente y honroso" por el magistrado de los Otto, al estar por encima del sagrario (contenedor de las hostias) y, por tanto, del mismo Cristo. 
Ghirlandaio, que era entonces el artista más famoso de la época entre los ricos mercaderes florentinos, trabajó allí entre 1485 y 1490 con ayuda de su taller. En su taller se encontraban otros artistas, incluidos sus hermanos Davide y Benedetto, su cuñado Sebastiano Mainardi y, probablemente, también un jóvencísimo Miguel Ángel, que en aquella época era alumno de Ghirlandaio, pero cuya mano no se reconoce en ninguna escena. Dado el tamaño de la empresa, gran parte fue pintada con ayudantes, pero Domenico dejó al maestro todo el ciclo de diseño y supervisión de manera que el estilo final fuese homogéneo. Incluso las vidrieras centrales se hicieron sobre su plan, y el conjunto se completó con un magnífico retablo, que está actualmente dividido entre la Vieja Pinacoteca (Alte Pinakothek) de Berlín y la de Múnich. Este retablo representa a la Virgen amamantando en la gloria, rodeada de ángeles, Santo Domingo, el Arcángel San Miguel, San Juan Bautista y San Juan Evangelista y en la puertas laterales Santa Catalina de Siena y San Lorenzo, mientras que en el frente, ahora separado, aparece la Resurrección. 
Ghirlandaio realizó su obra monumental en cuatro años, de acuerdo con el contrato. 

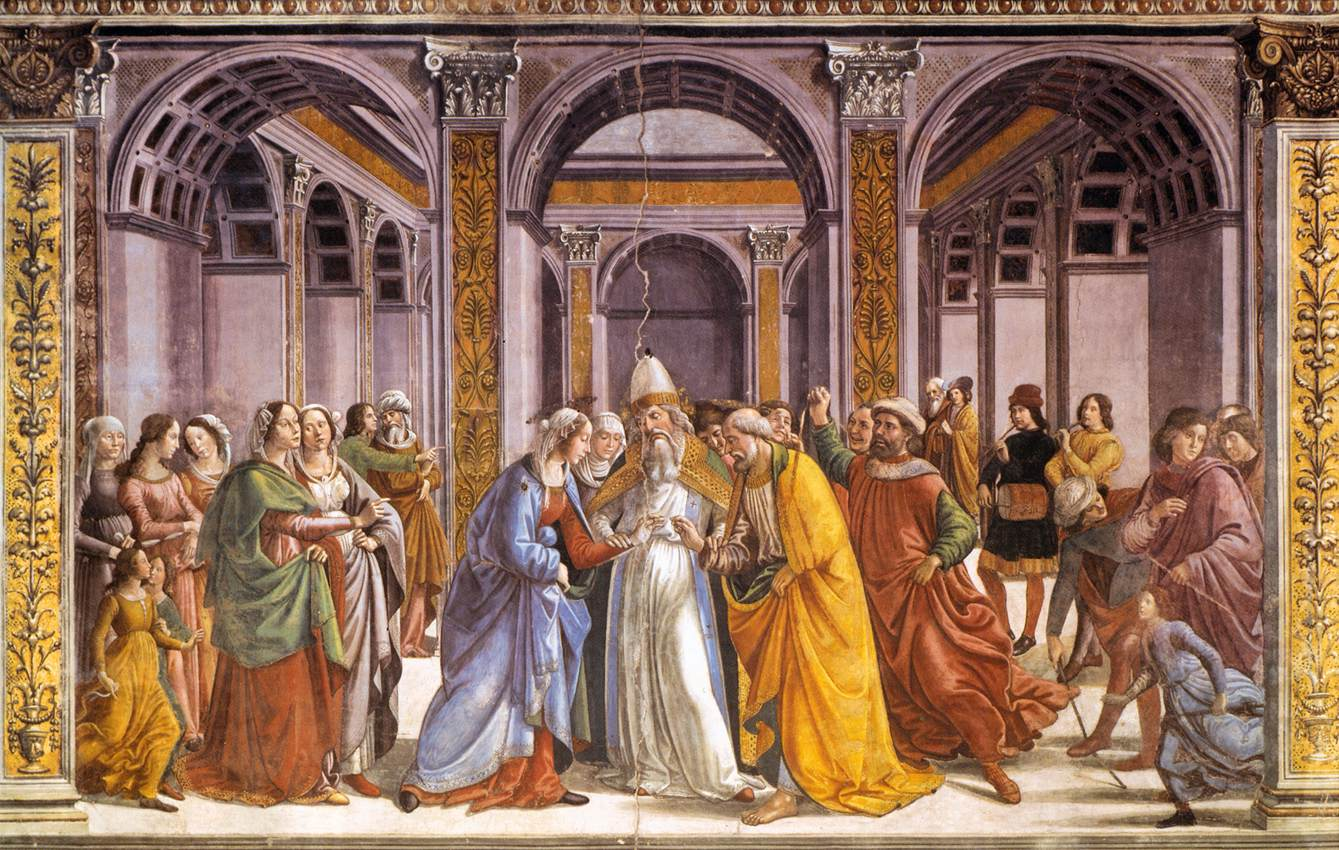
El matrimonio de la virgen

La popularidad de Ghirlandaio residía en su maestría en ambientar las escenas sagradas en la vida social de la época y su capacidad inigualable para retratar a los miembros de la alta sociedad de Florencia, entre los cuales los Tornabuoni, aliados de los Medici, eran una de las familias más importantes. En conjunto, el resultado final fue desigual: las escenas más bajas, más cercanas al espectador, tienen retratos maravillosos, composición equilibrada y detalles maravillosos, mientras que las escenas superiores son más estáticas, con movimiento torpe y composición sumaria, sugiriendo una intervención masiva del taller. Esta desigualdad afectó de alguna manera a la crítica sobre la obra de Ghirlandaio, ya que algunos no dudan en considerarle sobre todo como un importante retratista pero nada más (suponiendo una jerarquía implícita entre los diversos temas de la pintura: un retrato es más importante o más "difícil" que un paisaje), mientras que sólo en la segunda mitad del siglo XX se le ha vuelto a valorar. Su obra maestra sigue siendo, de todas maneras, la Capilla Sassetti.

## Estructura de los frescos
Los frescos de la capilla Tornabuoni desarrollan escenas de la vida de la virgen Maria y de San Juan Bautista, sobre las tres paredes disponibles. Cada pared se divide en varias secciones horizontales y cada sección horizontal puede estar dividida en varias escenas. Las secciones se leen de abajo a arriba. Este sistema de organización se considera como ya arcaico en la época de la realización de los frescos.
Las dos paredes principales, a la derecha y a la izquierda, presentan tres filas de escenas cada una, y una gran luneta en la cúspide, de manera que hacen un total de siete escenas en cada pared. La pared del fondo presenta un vidriera de tres partes, realizada en 1492 por Alessandro Agolanti según diseño del propio Ghirlandaio. En la parte baja están retratados los dos ordenantes de la obra Giovanni Tornabuoni y su mujer Francesca Pitti, y más arriba, a los lados de la ventana, se encuentran dos parejas de escenas más pequeñas, coronando el conjunto una gran luneta que concluye la historia con la Coronación de la Virgen.
En los paños de la bóveda de crucería de la capilla aparecen los cuatro Evangelistas.
La iluminación de los frescos está adaptada a su situación en las tres paredes.

### Escenas de la pared izquierda
- Expulsión de Joaquín del templo (por su esterilidad) (1 verde en el esquema)
- Nacimiento de María (2 verde)
- Presentación de María en el Templo (3 verde)
- Casamiento de la Virgen (4 verde)
- Nacimiento de Cristo (6 verde)
- La matanza de los Santos Inocentes (7 verde)
- Muerte y Asunción de la Virgen (luneta) (8 verde)

### Escenas de la pared derecha
En esta pared se inicia la historia de San Juan Bautista con un punto de contacto con la vida de la Virgen mediante la escena de la Visitación.
- Aparición del Ángel a Zacarías (1 rojo)
- Visitación (2 rojo)
- Nacimiento de San Juan Bautista (3 rojo)
- Zacarías, vuelto mudo, escribe el nombre a dar al hijo (4 rojo)
- Predicaciones de San Juan Bautista (6 rojo)
- Bautismo de Cristo (7 rojo)
- Banquete de Herodes (luneta) (8 rojo)

### Escenas de la pared central
- La Asunción de la Virgen y los Santos (9 verde)
- Santo Domingo hace la prueba de los libros en el fuego (1 violeta)
- Martirio de San Pedro (2 violeta)
- La Anunciación (5 verde)

## Galería de imágenes
Se recogen aquí el esquema y los otros paneles del fresco no comentados en el texto.

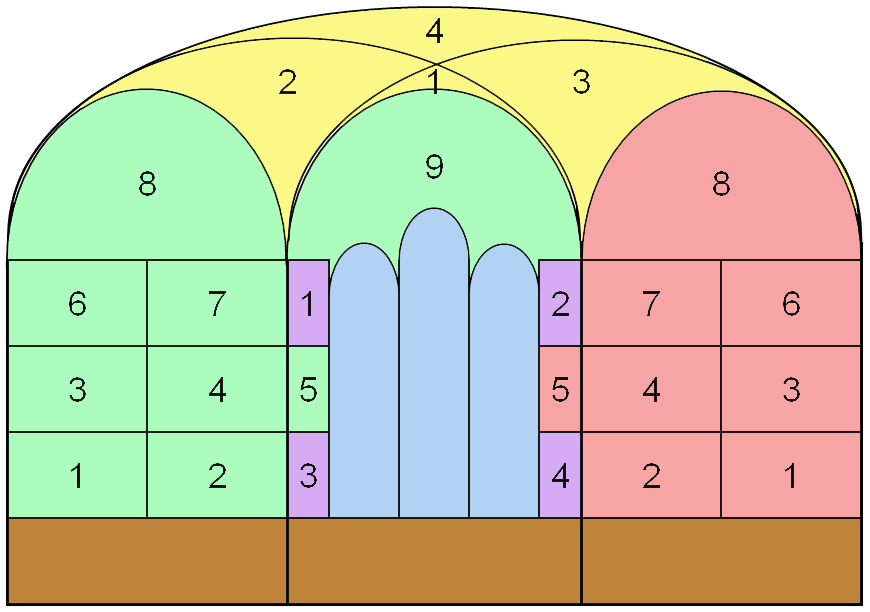
Esquema de los frescos: en verde, la vida de la Virgen; en rojo la vida de San Juan Bautista; en violeta, los Episodios de la vida de los Santos dominicos y los dos mecenas; en amarillo, en los 4 paños de la bóveda, los 4 Evangelistas. En marrón, el coro y, en azul, las vidrieras.
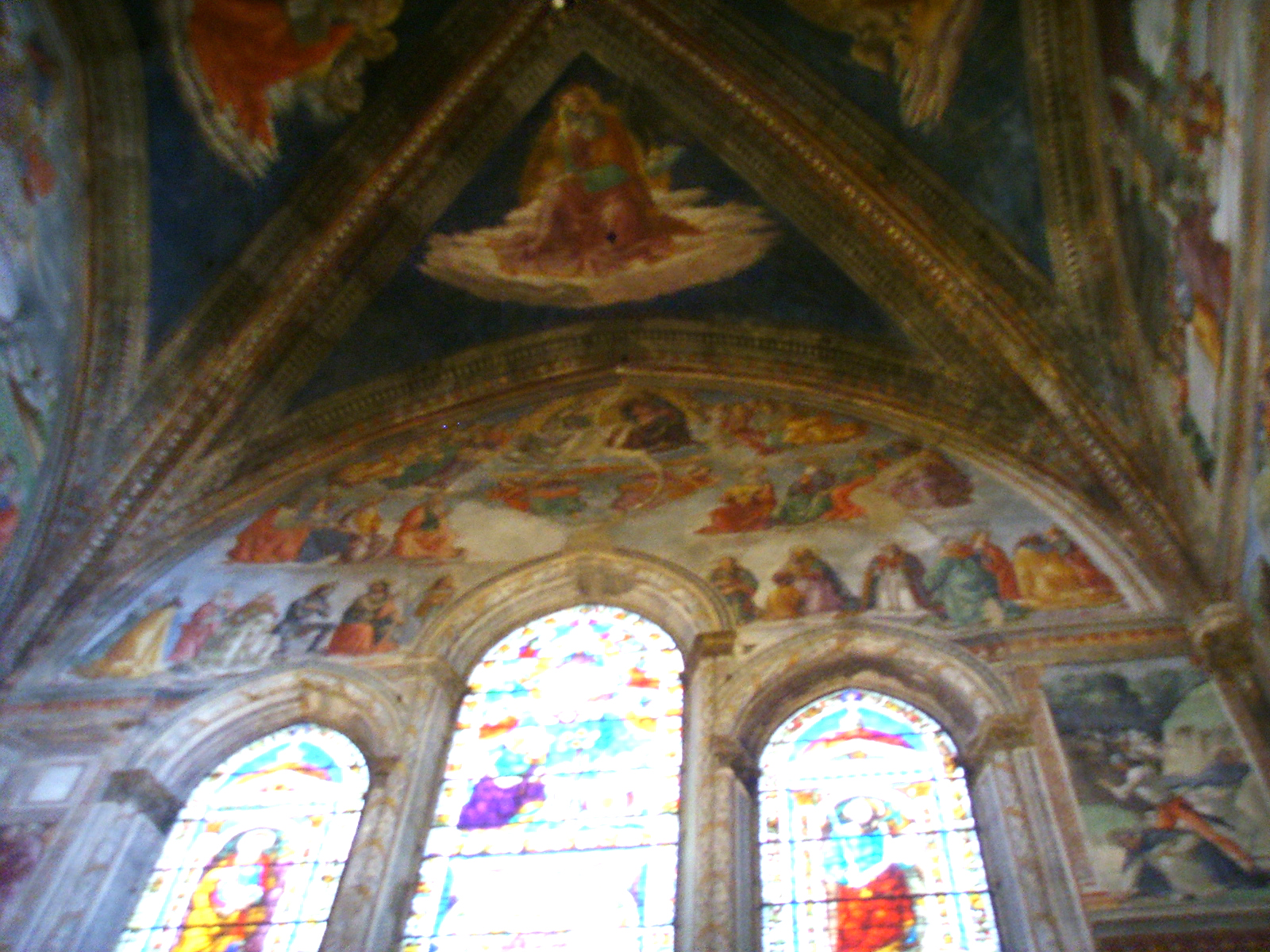
vista de parte de los elementos del fresco: panel lateral izquierdo, central con las vidrieras, panel derecho y parcial de la bóveda
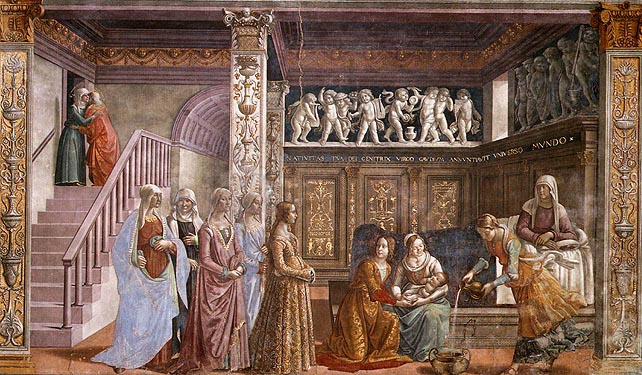
Natividad de la Virgen (panel 4 verde)
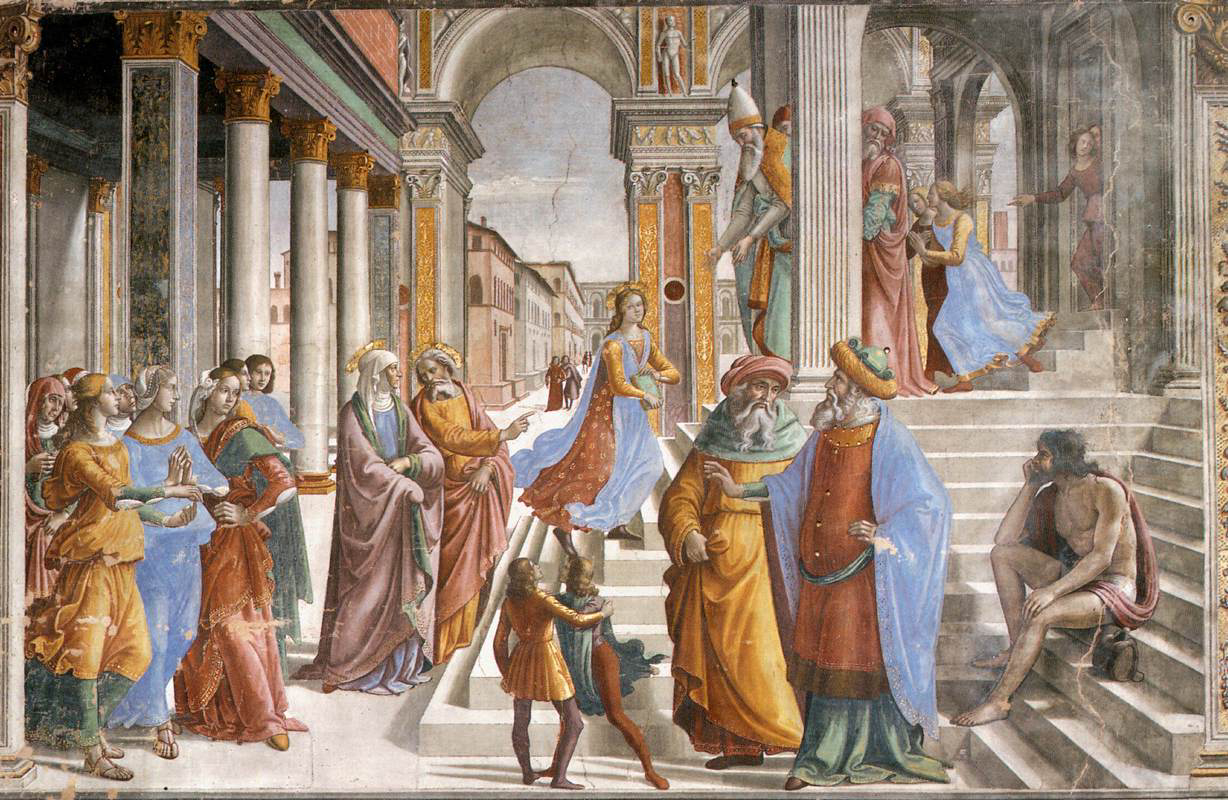
Presentación de María en el Templo (panel 3 verde)
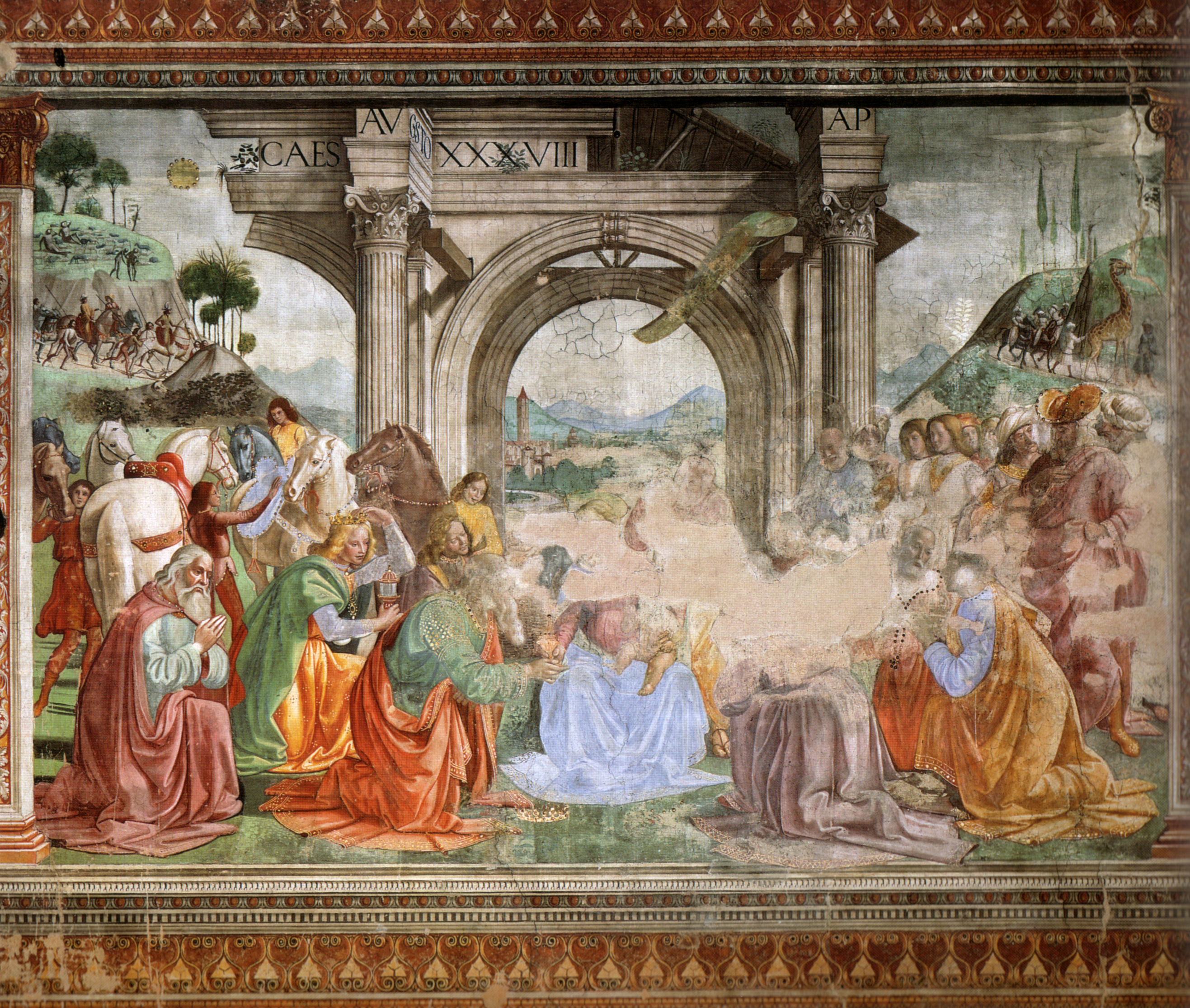
La Adoración de los reyes Magos (panel 6)
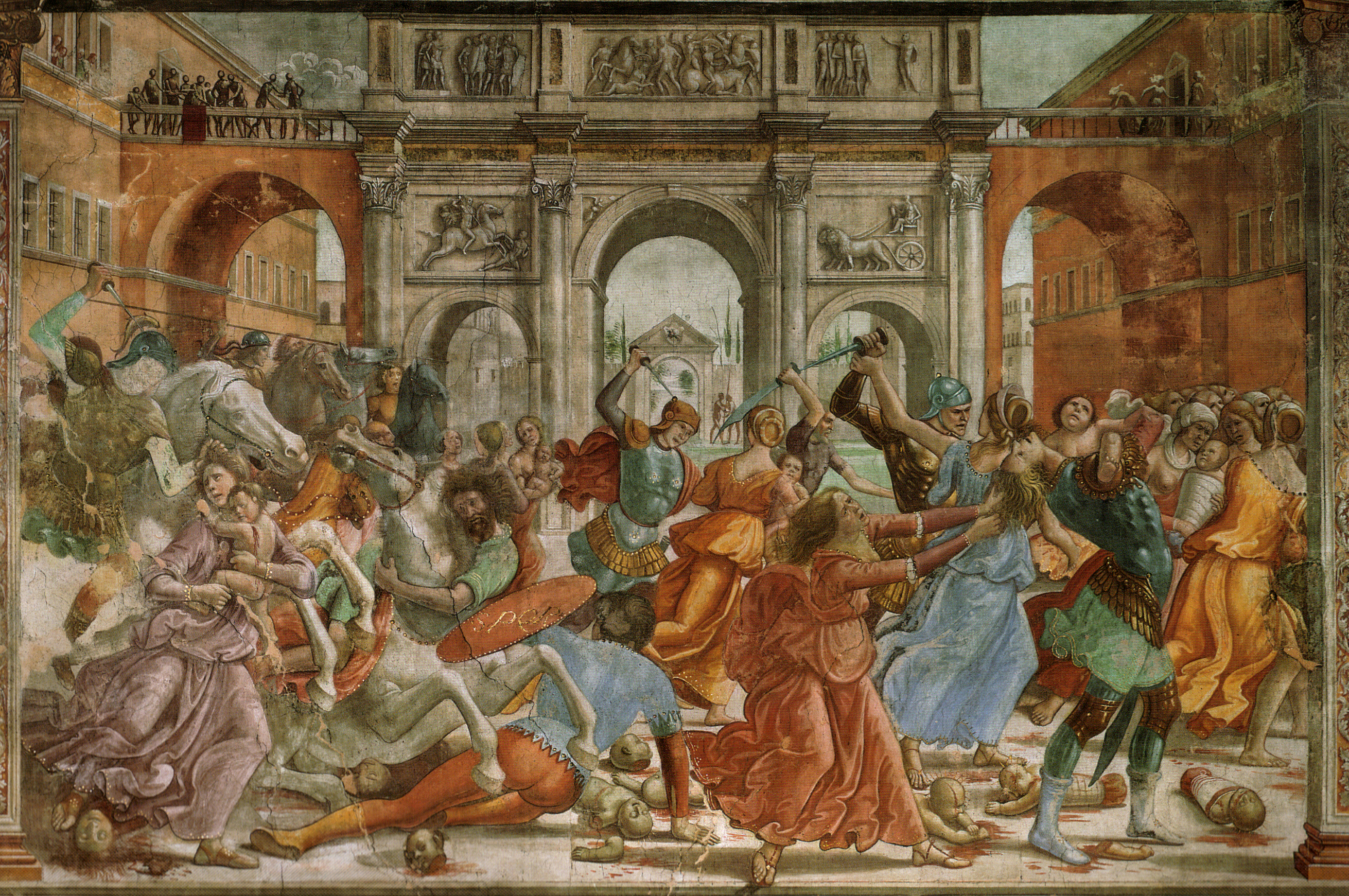
La Matanza de los inocentes (panel 7 verde)
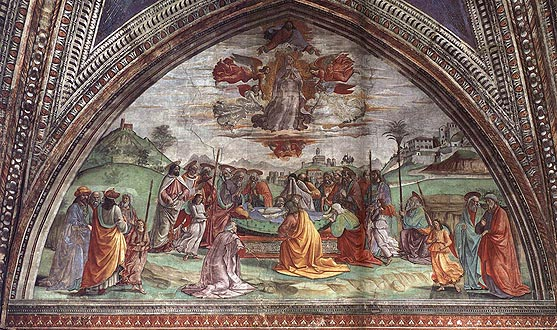
Muerte y asunción de la Virgen (panel 8 verde)
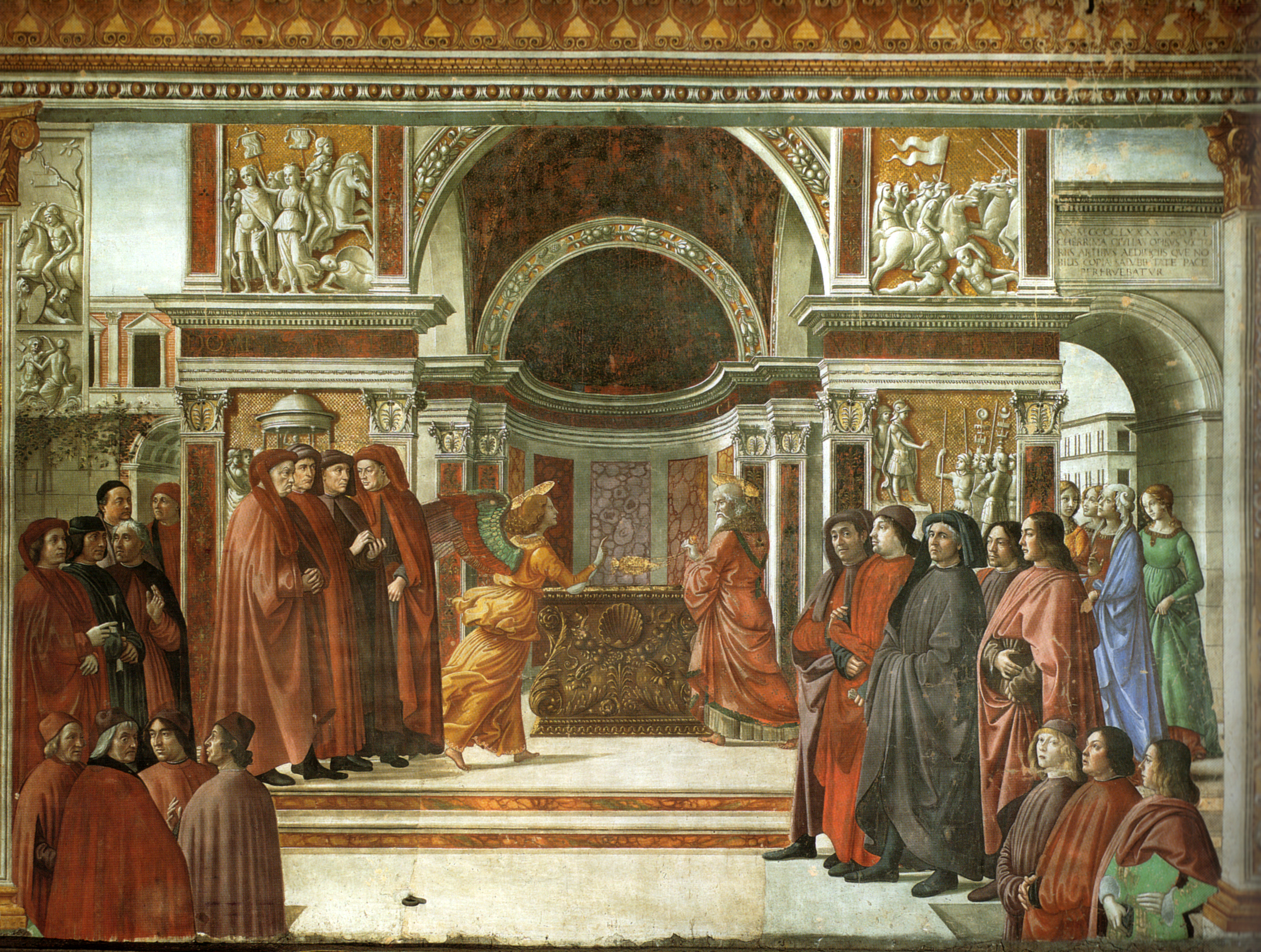
Anunciación del ángel a Zacarías (panel 1 rojo)
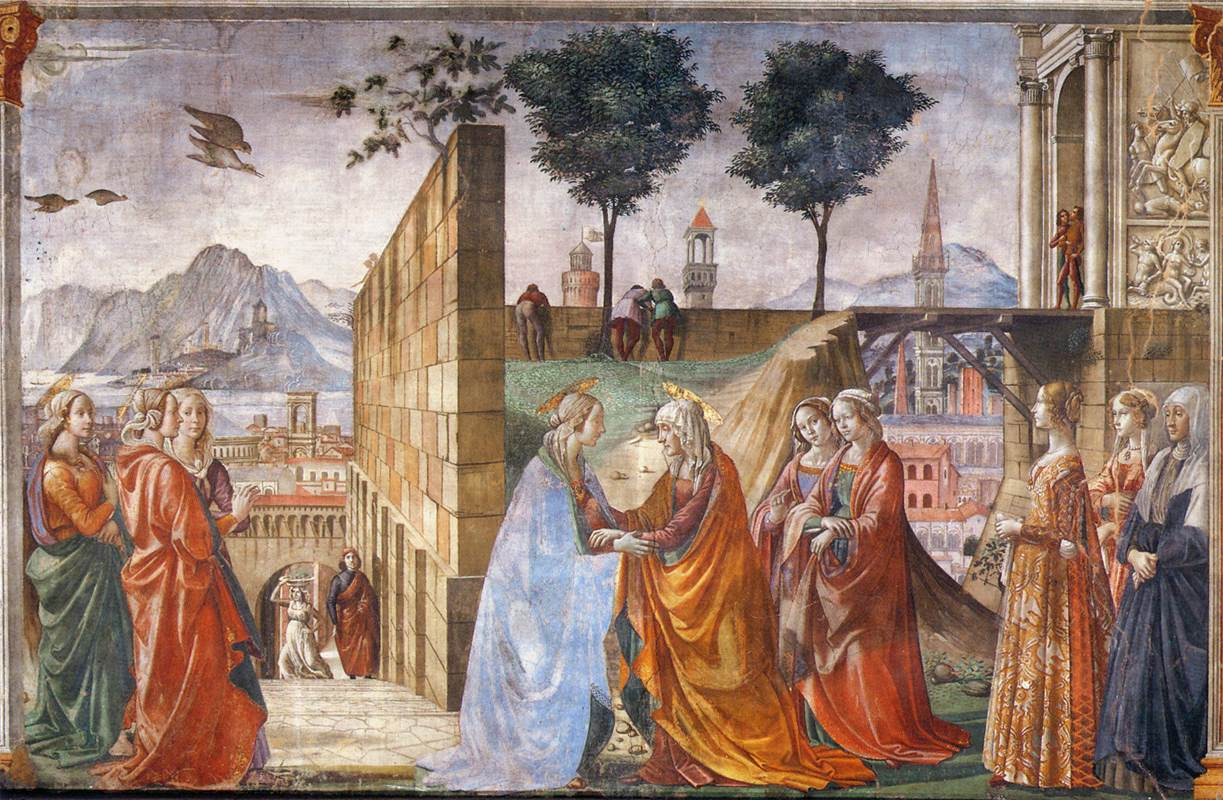
La Visitación (panel 2 rojo)
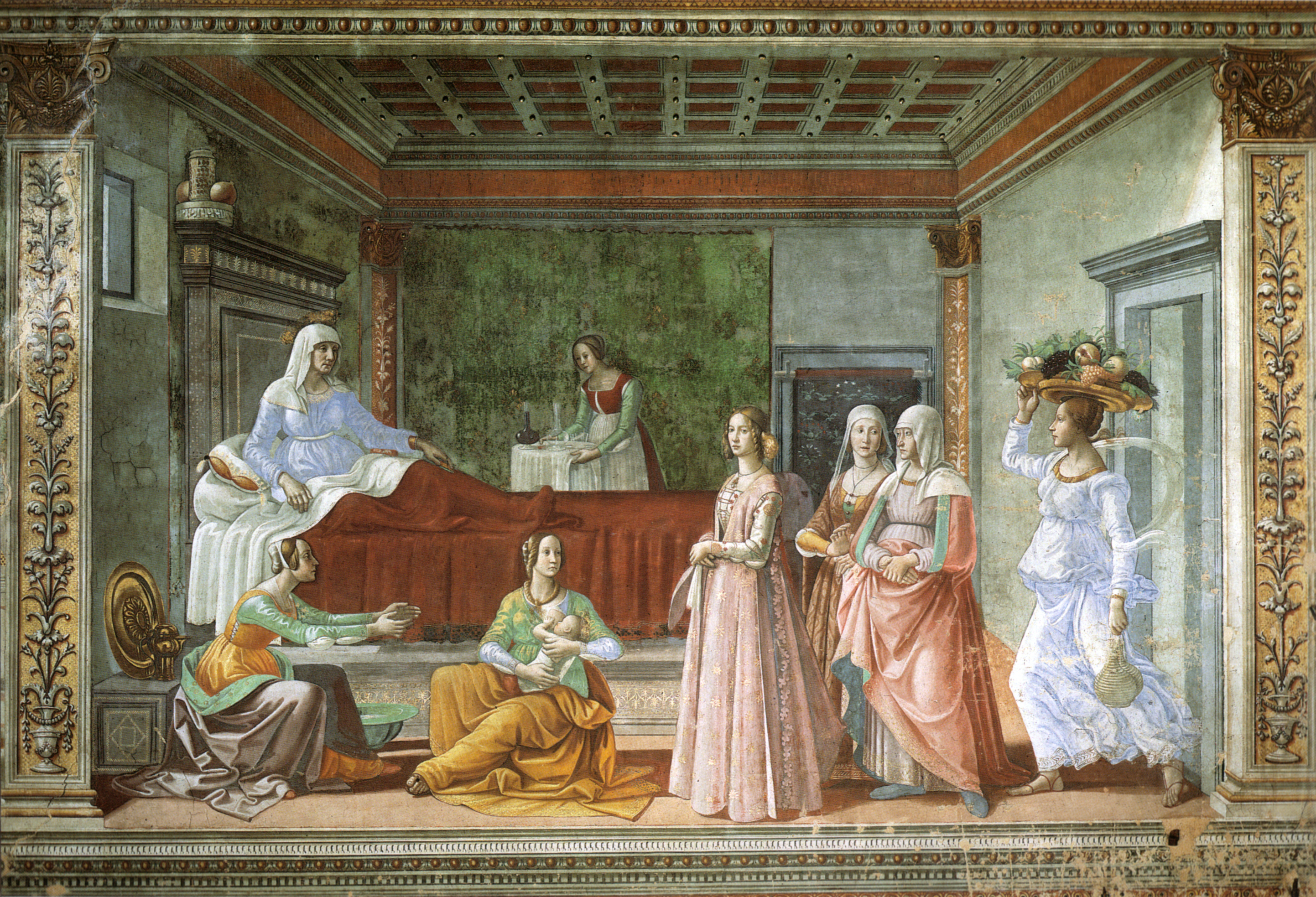
Nacimiento de San Juan Bautista (panel 3 rojo)
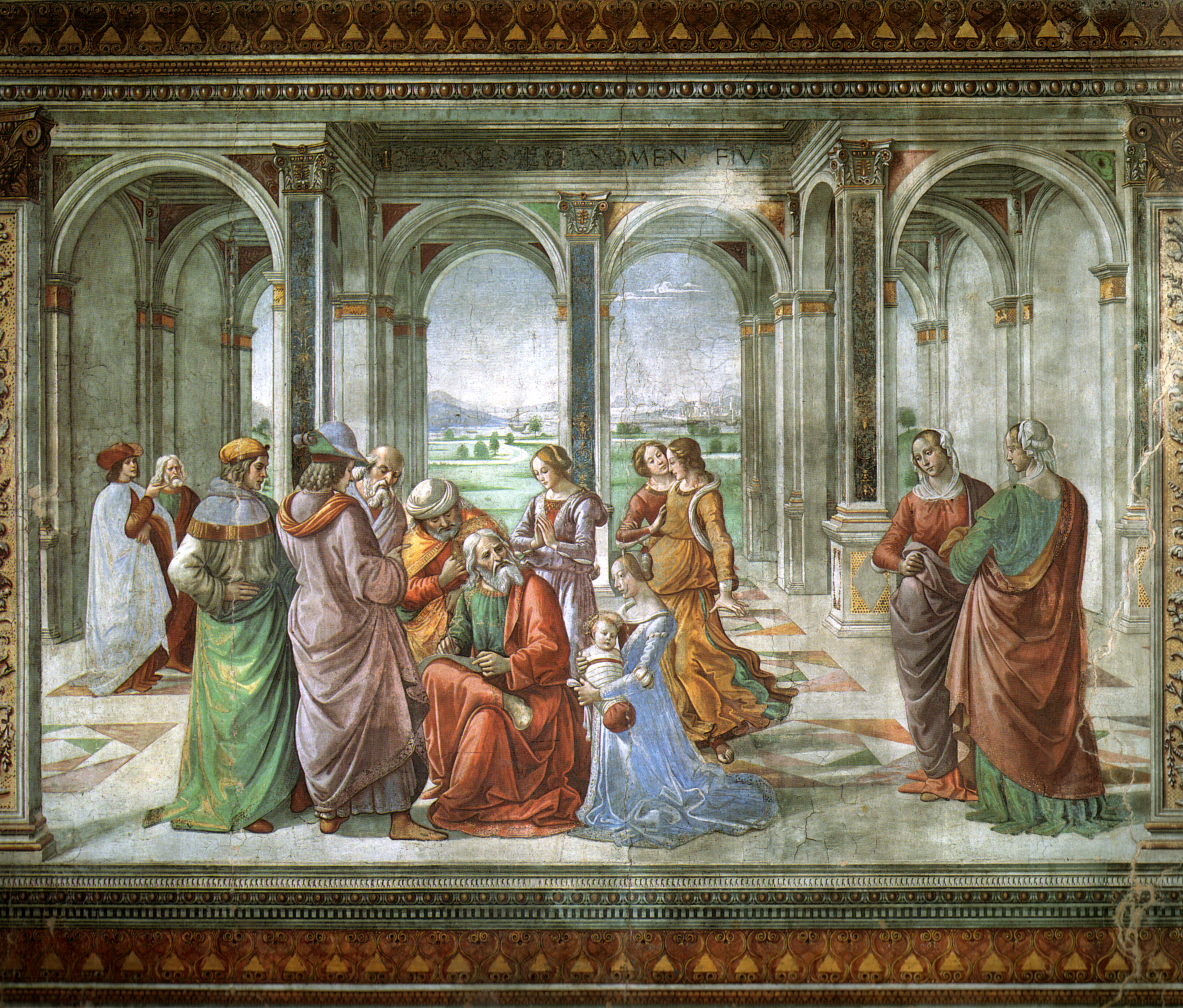
La Imposición del nombre (panel 4 rojo)
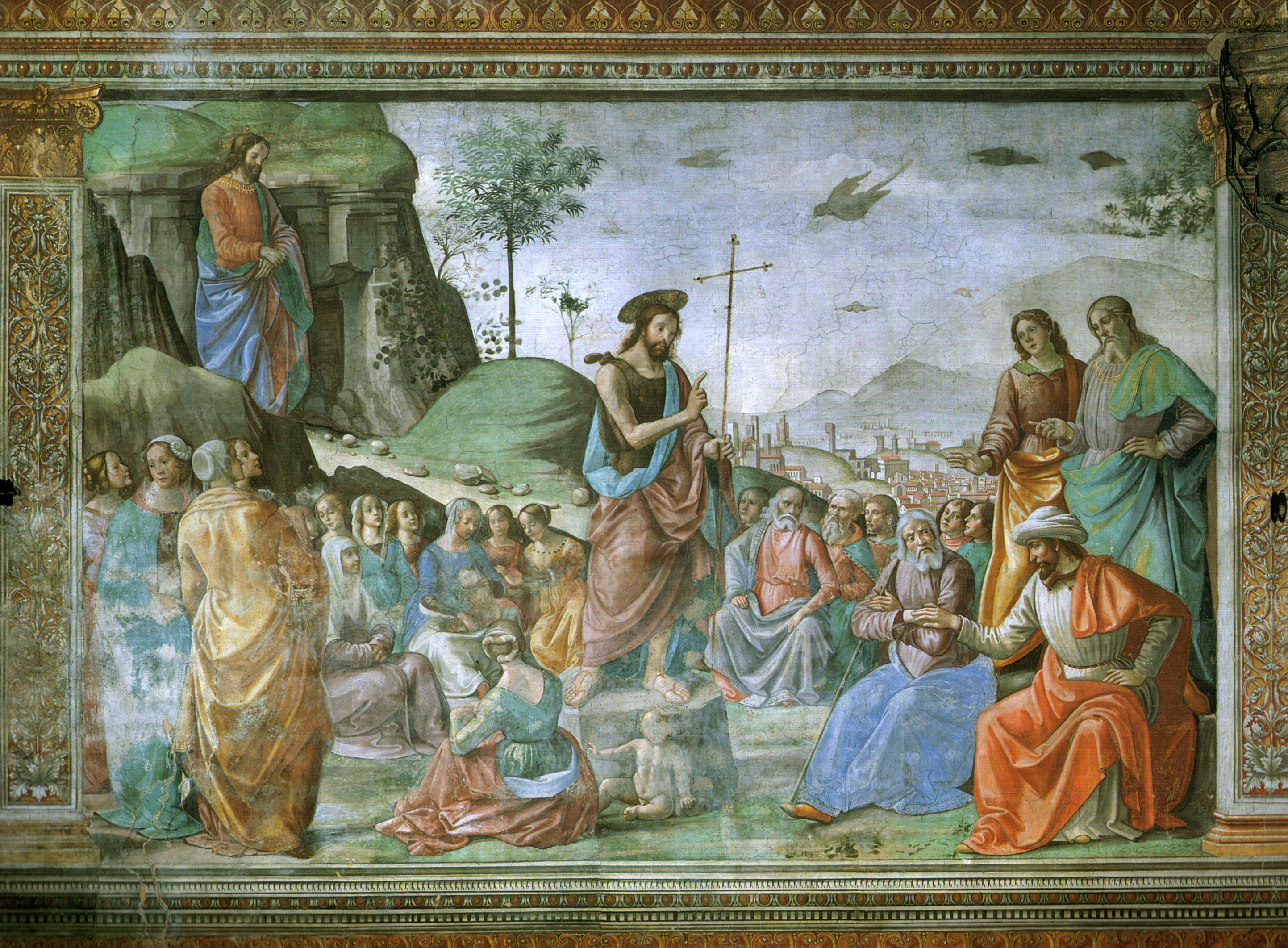
La Predicación de San Juan Bautista (panel 5 rojo)
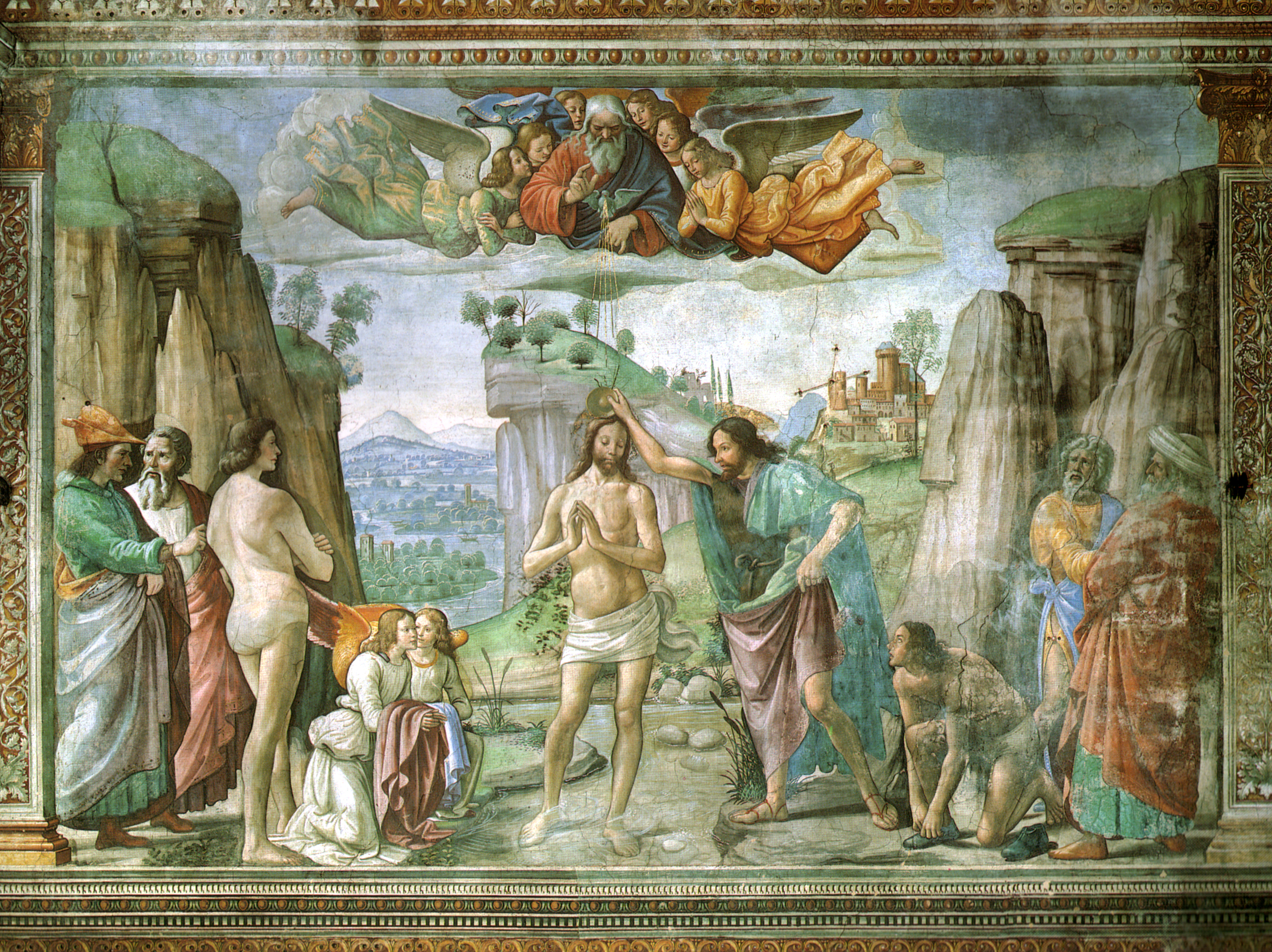
Bautismo de Cristo (panel 7 rojo)
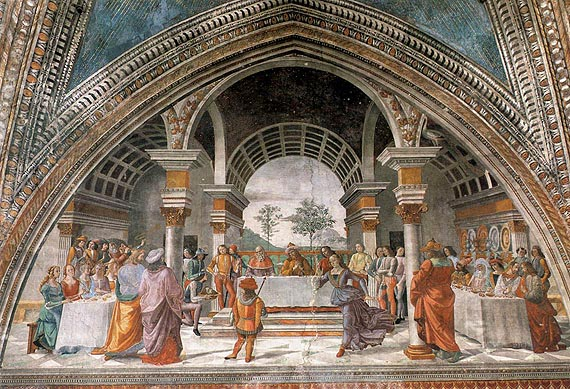
El banquete de Herodes (panel 8 rojo, luneta)
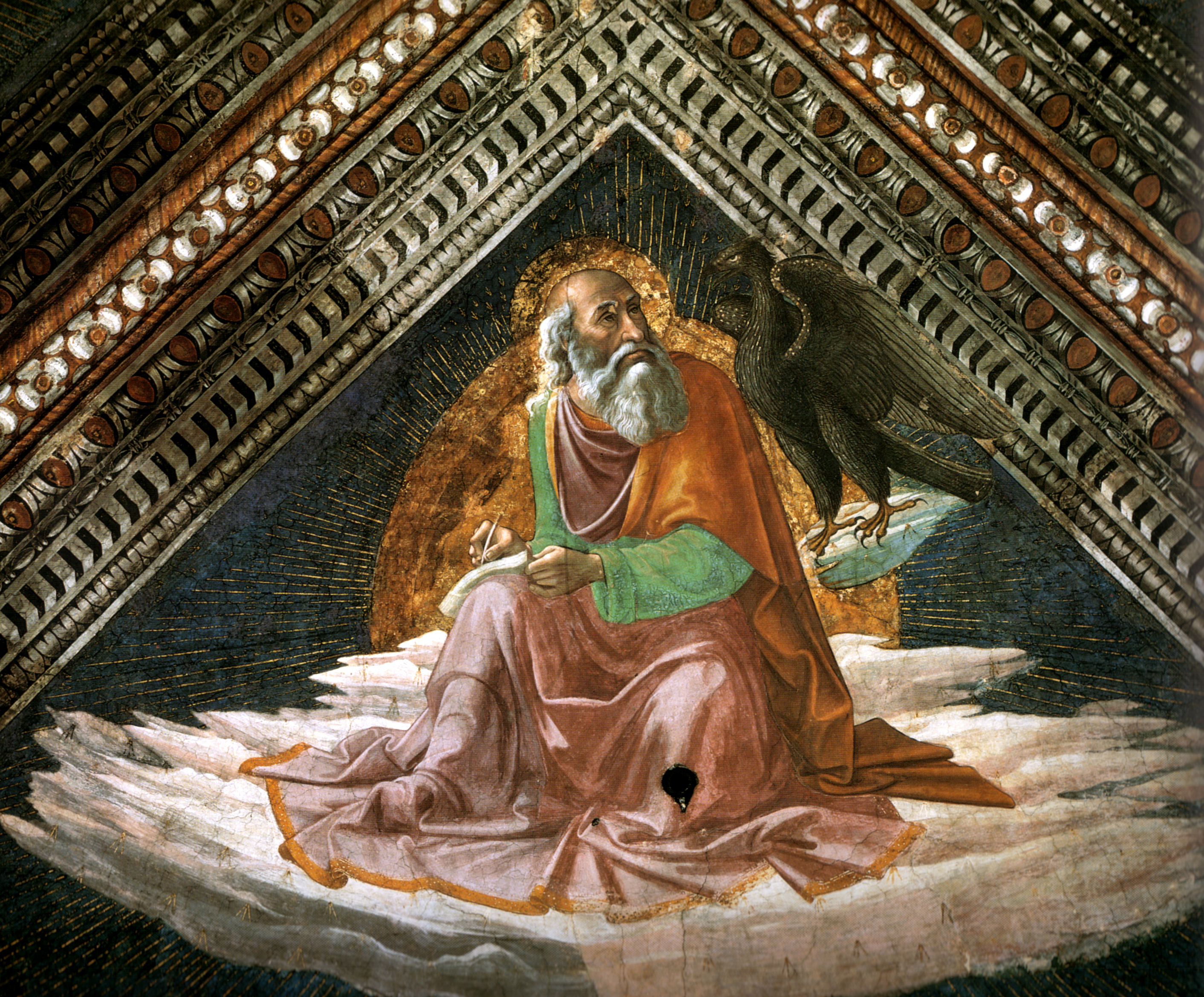
San Juan Evangelista
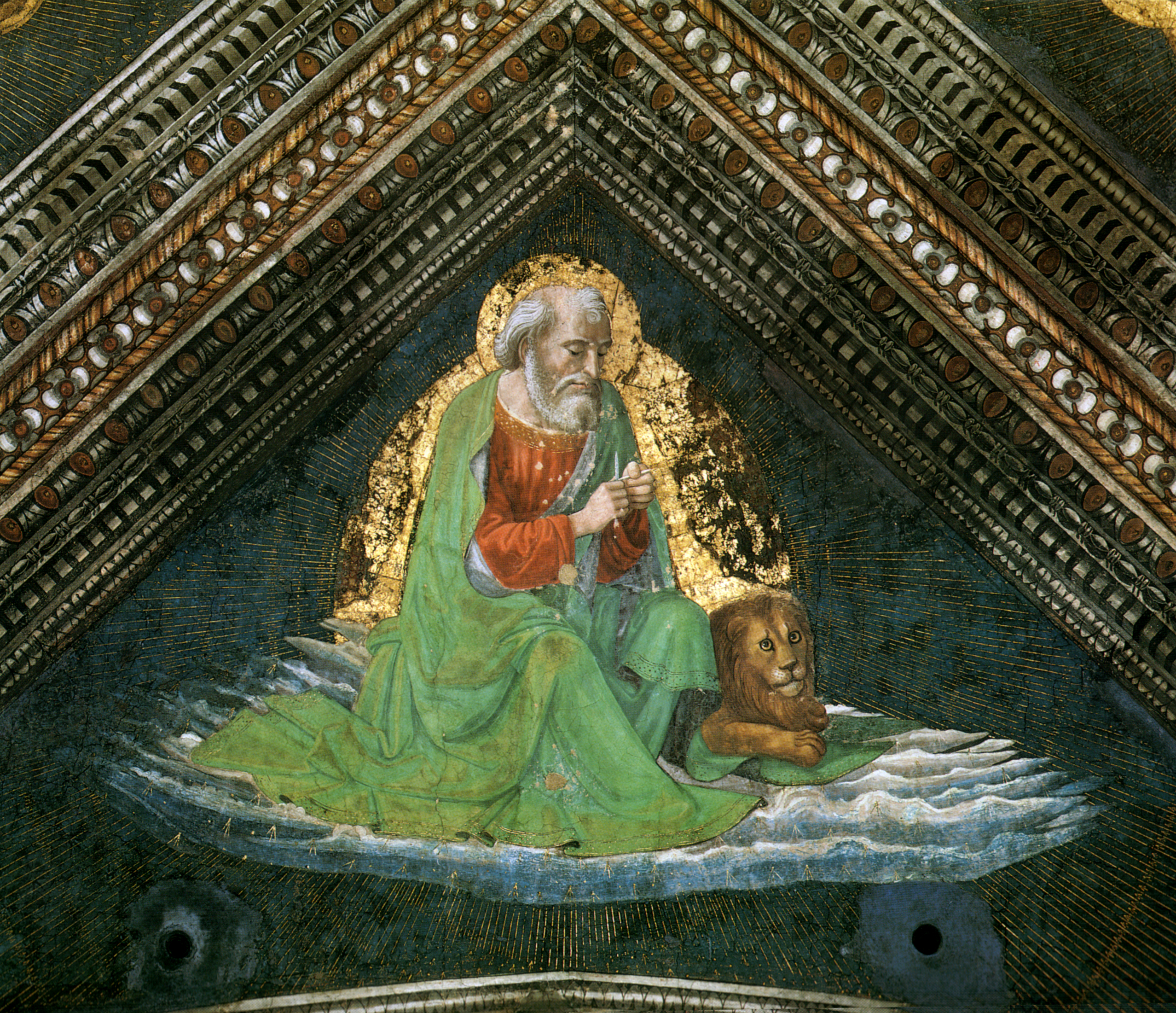
San Marcos
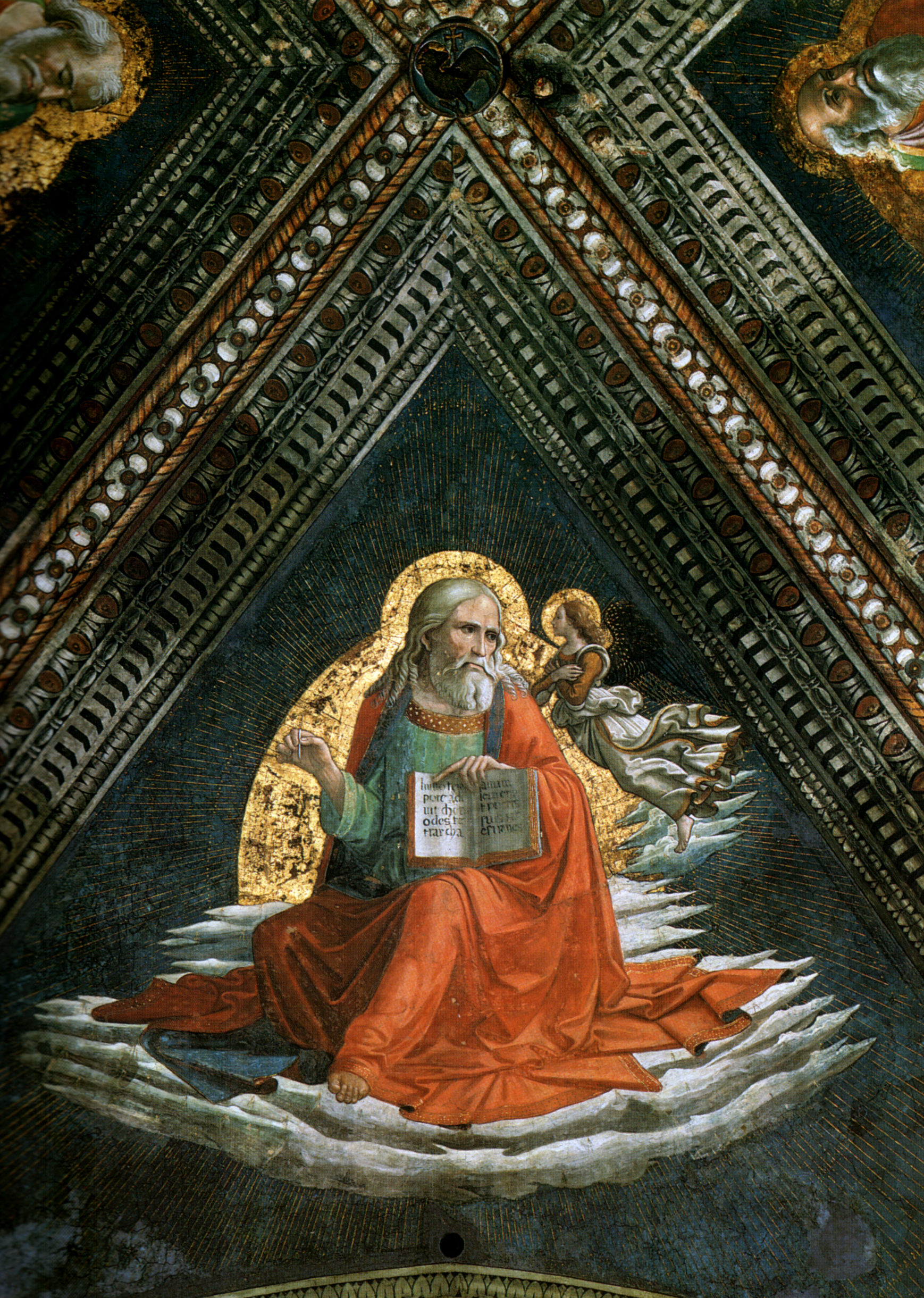
San Mateo
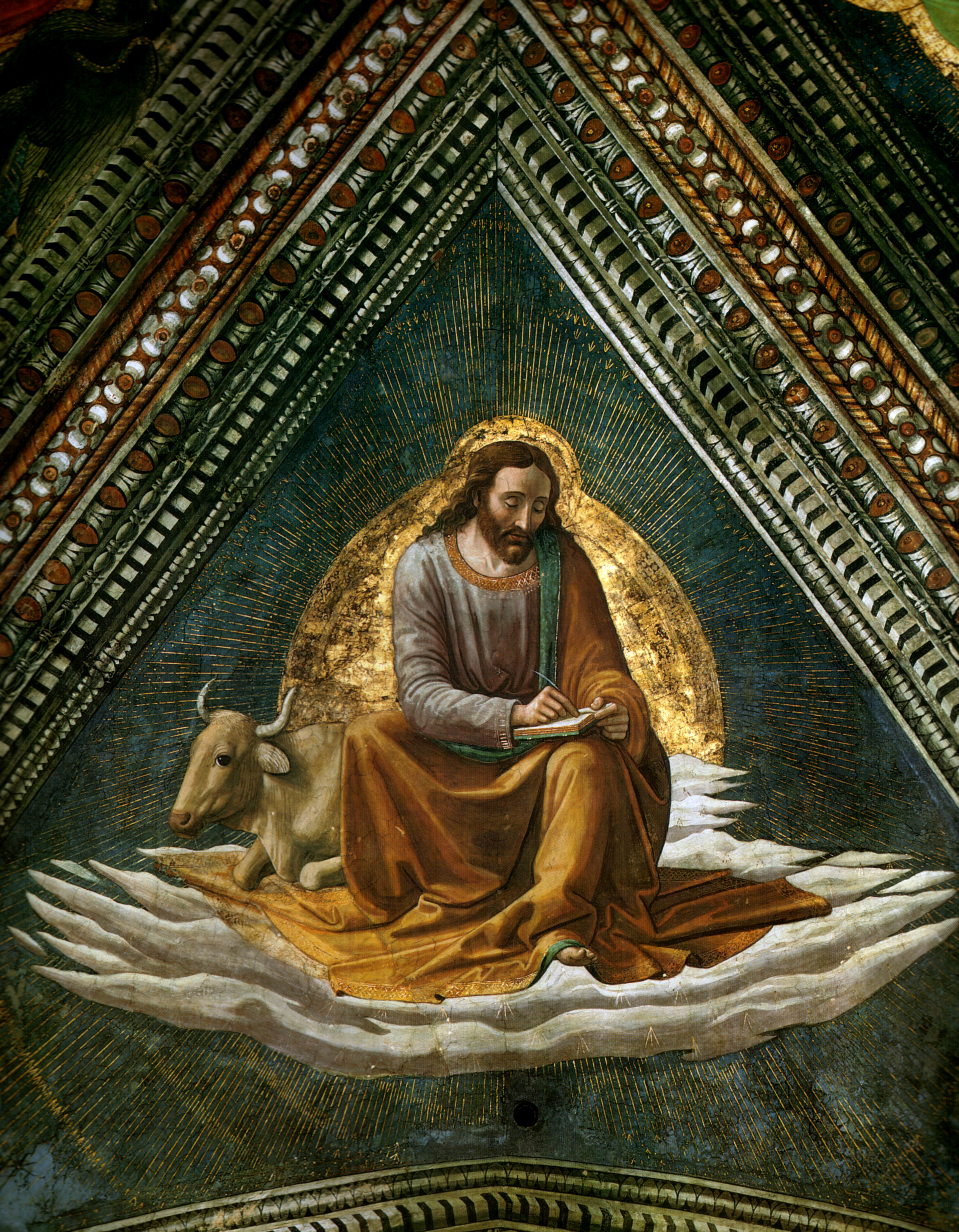
San Lucas
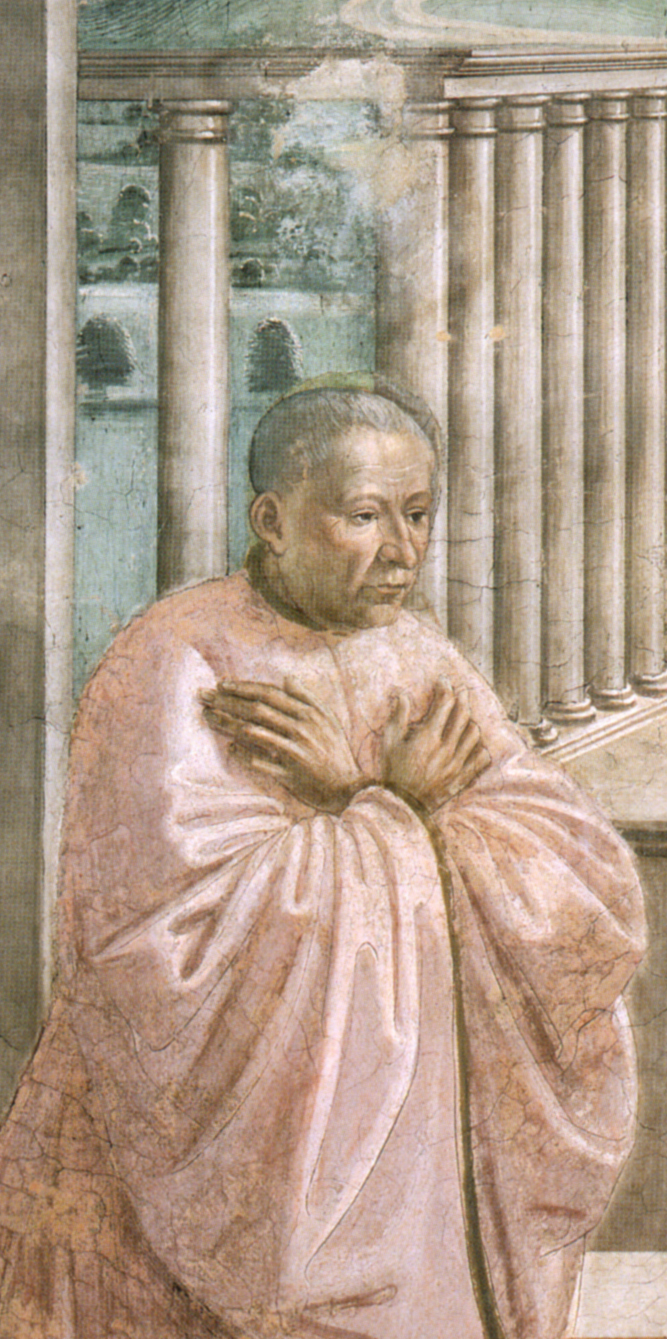
Retrato de Giovanni Tornabuoni en uno de los paneles
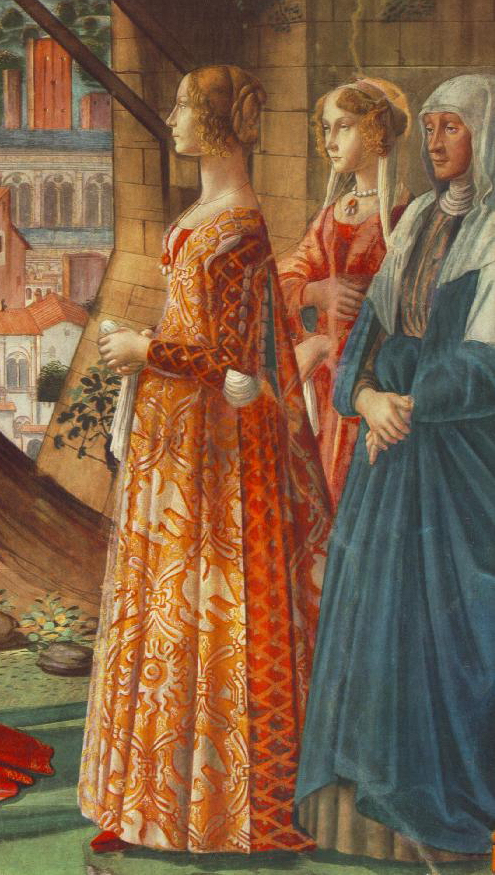
Retrato de Giovanna Tornabuoni, en el panel de la Visitación
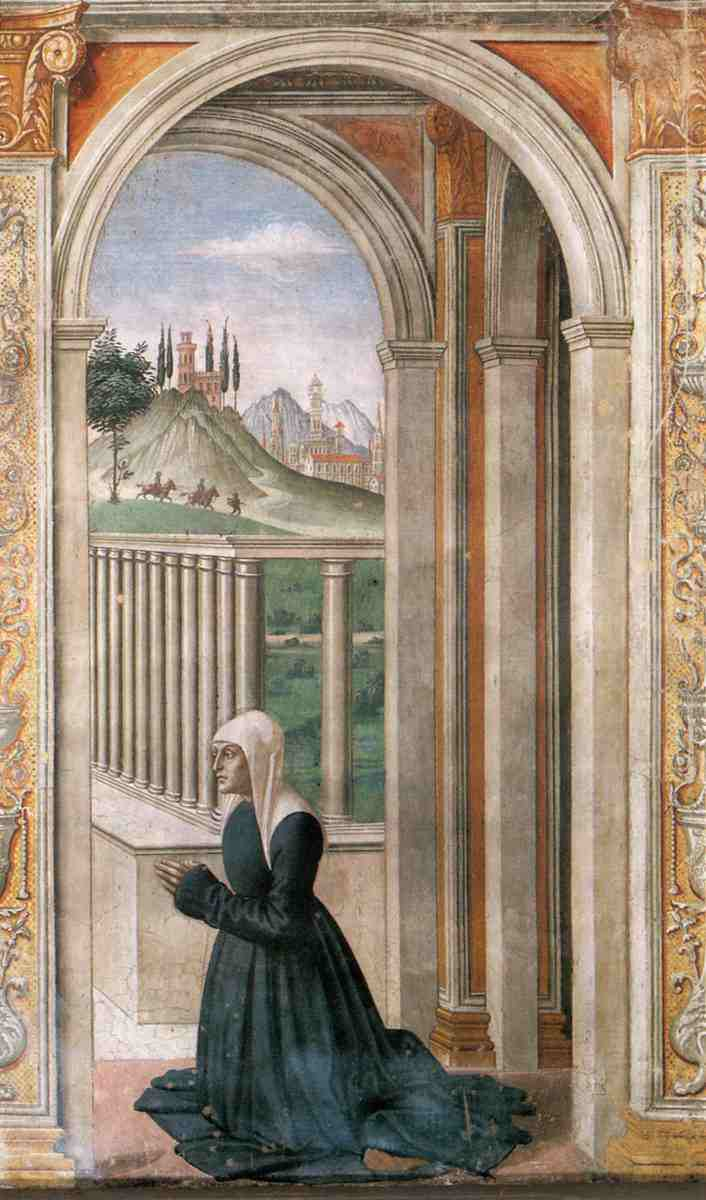
Retrato de Francesca Pitti-Tornabuoni
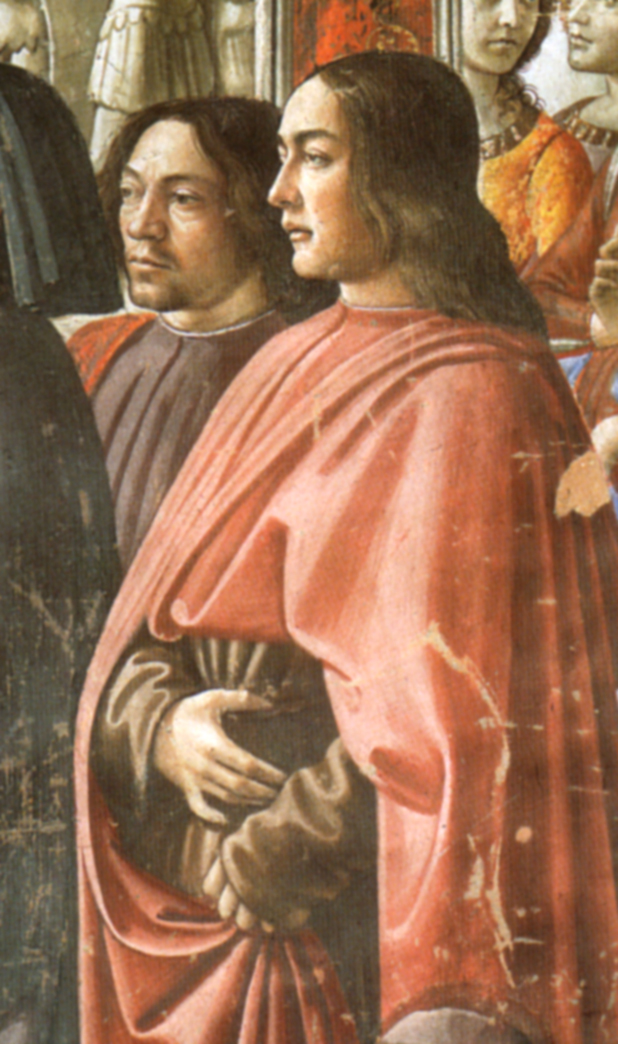
Detalle del autorretrato de Domenico Ghirlandaio (a la izquierda) con Sebastiano Mainardi (derecha), en el panel de la anunciación del ángel a Zacarías
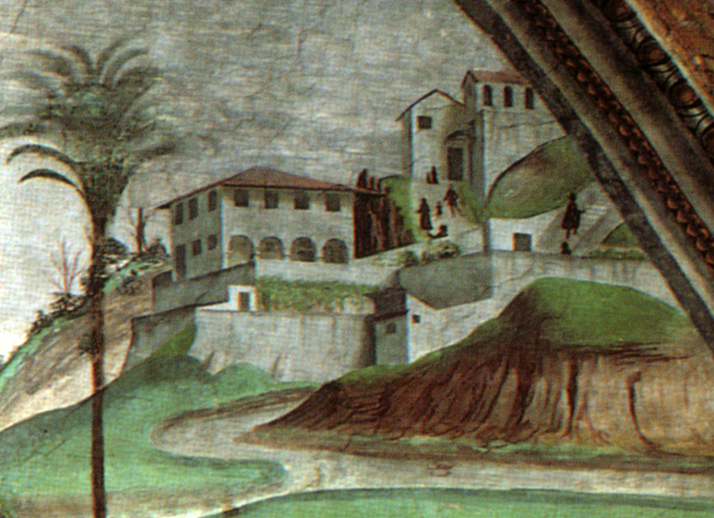
Detalle de uno de los frescos que muestra la mansión  de los Médicis en Fiesole